# Gymnothorax monostigma
Gymnothorax monostigma es una especie de pez de la familia de los morénidas en el orden de los Anguilliformes.

## Morfología
Los machos pueden llegar a alcanzar los 44 cm de longitud total.

## Distribución geográfica
Se encuentra en el Índico (Maldivas y Isla de Navidad) y el Pacífico (desde las Islas Carolinas, las Islas Marianas y Papúa Nueva Guinea hasta las Islas Marquesas y Tuamotu).